# Paul Theroux
Paul Theroux (Medford, Massachusetts, 1941. április 10. –) amerikai regény- és útikönyvíró, Justin Theroux forgatókönyvíró nagybátyja.

## Magyarul
- Afrika, fekete csillag. Kairótól Fokvárosig; ford. Szántó Judit; Park, Bp., 2006
- A londoni nagykövetség (The London Embassy) Zentai Éva fordításában, Magvető Könyvkiadó, 1987
- A vén Patagóniai Expressz (The Old Patagonian Express Borbás Mária és Kiss Zsuzsa fordításában, Gondolat Könyvkiadó, 1987
- Diplomás örömlány (Doctor Slaughter) Osztovits Levente fordításában, Európa Könyvkiadó, 1992